# Città del mondo per popolazione
Questa è una lista delle città più popolose del mondo, definita in base alle stime dell'Organizzazione delle Nazioni Unite del 2018, alle stime dei censimenti ufficiali e al report "Demographia World Urban Areas" del 2021.
La stessa definizione di città è comunque problematica e soggetta a diverse interpretazioni. "World Urbanization Prospects", una pubblicazione dell'ONU, definisce la popolazione di una vera e propria città come "la popolazione che vive entro i confini amministrativi di una città". Per molte delle metropoli tuttavia l'area metropolitana risulta amministrativamente distinta dall'agglomerato urbano propriamente detto. Per tale motivo le stime ONU successive al 2015 distinguono tre definizioni di città: città propriamente dette, aree urbane e aree metropolitane.
Secondo la definizione di "città propriamente detta", basata sull'unicità amministrativa, la città cinese di Chongqing è la più grande del mondo. Tale città ricopre tuttavia una superficie simile a quella dell'intera Austria e circa il 70% della sua popolazione vive in aree rurali.
Secondo le altre due definizioni Tokyo, la capitale del Giappone, pur essendo divisa in diverse unità amministrative, è "l'agglomerato urbano" (ovvero l'agglomerato privo di aree rurali) più popoloso del mondo. In alcune stime viene incluso l'agglomerato del delta del Fiume delle Perle, che comprende tra le altre le città di Canton, Macao e Hong Kong, e che con una popolazione totale di circa 70 000 000 di abitanti sarebbe l'agglomerato urbano più popoloso al mondo, ma è in realtà costituito da diverse città nettamente distinte tra loro.
La città cinese di Shanghai è invece secondo le stime la "città metropolitana" (ovvero l'area interconnessa mediante infrastrutture comuni e trasporti frequenti) più popolosa in assoluto.
I dati sottostanti comprendono la popolazione totale degli agglomerati nelle loro stime più elevate, includendo pertanto anche le aree metropolitane.
| Posizione | Città                | Popolazione | Definizione                           | Superficie (km²) | Densità popolazione | Paese               | Continente     |
| --------- | -------------------- | ----------- | ------------------------------------- | ---------------- | ------------------- | ------------------- | -------------- |
| 1         | Shanghai             | 41 354 149  | Municipalità direttamente controllata | 14 900           | 2 800               | Cina                | Asia           |
| 2         | Tokyo                | 39 105 000  | Grande Area di Tokyo                  | 13 507           | 2 895               | Giappone            | Asia           |
| 3         | Giacarta             | 35 386 000  | Capoluogo di distretto speciale       | 7 076            | 5 000               | Indonesia           | Asia           |
| 4         | Delhi                | 31 870 000  | Municipalità metropolitana            | 3 480            | 9 158               | India               | Asia           |
| 5         | Manila               | 28 250 000  | Area metropolitana di Manila          | 7 967            | 3 500               | Filippine           | Asia           |
| 6         | Mumbai               | 27 100 000  | Area metropolitana                    | 6 328            | 4 282               | India               | Asia           |
| 7         | Seul                 | 25 514 000  | Area metropolitana                    | 3 734            | 6 833               | Corea del Sud       | Asia           |
| 8         | New York             | 23 582 649  | Area metropolitana                    | 10 348           | 2 279               | Stati Uniti         | America        |
| 9         | San Paolo            | 22 495 000  | Regione metropolitana                 | 6 343            | 3 546               | Brasile             | America        |
| 10        | Dacca                | 22 478 000  | Area urbana                           | 1 854            | 12 124              | Bangladesh          | Asia           |
| 11        | Chongqing            | 22 251 500  | Area urbana                           | 5 472            | 4 066               | Cina                | Asia           |
| 12        | Pechino              | 21 893 095  | Municipalità direttamente controllata | 16 800           | 3 825               | Cina                | Asia           |
| 13        | Città del Messico    | 21 804 515  | Entità federale a statuto speciale    | 7 866            | 2 772               | Messico             | America        |
| 14        | Canton               | 21 489 000  | Città sub-provinciale                 | 7 434            | 2 890               | Cina                | Asia           |
| 15        | Lagos                | 21 000 534  | Area metropolitana                    | 2 706            | 7 760               | Nigeria             | Africa         |
| 16        | Il Cairo             | 20 076 000  | Grande Cairo                          | 3 085            | 6 508               | Egitto              | Africa         |
| 17        | Hanoi                | 19 795 895  | Municipalità provinciale              | 3 360            | 2 182               | Vietnam             | Asia           |
| 18        | Osaka                | 19 303 000  | Keihanshin                            | 13 228           | 1 459               | Giappone            | Asia           |
| 19        | Mosca                | 18 800 000  | Grande area urbana                    | 6 154            | 2 762               | Russia              | Europa         |
| 20        | Bangkok              | 17 573 000  | Area amministrativa speciale          | 1 570            | 4 478               | Thailandia          | Asia           |
| 21        | Karachi              | 16 051 521  | Distretto cittadino                   | 3 530            | 4 227               | Pakistan            | Asia           |
| 22        | Chengdu              | 16 044 700  | Municipalità direttamente controllata | 12 100           | 1 326               | Cina                | Asia           |
| 23        | Calcutta             | 15 874 000  | Agglomerato urbano                    | 1 888            | 8 400               | India               | Asia           |
| 24        | Istanbul             | 15 519 267  | Municipalità metropolitana            | 5 340            | 2 593               | Turchia             | Europa ed Asia |
| 25        | Los Angeles          | 15 490 000  | Area metropolitana                    | 6 351            | 2 439               | Stati Uniti         | America        |
| 26        | Tientsin             | 15 200 000  | Municipalità direttamente controllata | 11 760           | 1 293               | Cina                | Asia           |
| 27        | Kinshasa             | 15 056 000  | Città-provincia                       | 2 020            | 4 342               | RD del Congo        | Africa         |
| 28        | Buenos Aires         | 14 966 533  | Grande Buenos Aires                   | 3 833            | 3 905               | Argentina           | America        |
| 29        | Shenzhen             | 14 678 000  | Distretto centrale                    | 2 050            | 7 160               | Cina                | Asia           |
| 30        | Londra               | 14 372 596  | Area metropolitana                    | 4 417            | 3 254               | Regno Unito         | Europa         |
| 31        | Bangalore            | 13 999 000  | Corporazione Municipale               | 8 005            | 1 600               | India               | Asia           |
| 32        | Ho Chi Minh          | 13 954 000  | Municipalità provinciale              | 2 060            | 4 025               | Vietnam             | Asia           |
| 33        | Teheran              | 13 819 000  | Città capitale                        | 2 235            | 6 183               | Iran                | Asia           |
| 34        | Rio de Janeiro       | 13 293 000  | Regione metropolitana                 | 4 659            | 2 853               | Brasile             | America        |
| 35        | Hangzhou             | 13 035 329  | Area metropolitana                    | 8 108            | 1 610               | Cina                | Asia           |
| 36        | Bogotà               | 12 545 272  | Distretto della capitale              | 1 590            | 4 566               | Colombia            | America        |
| 37        | Shantou              | 12 543 024  | Città-prefettura                      | 2 199            | 1 300               | Cina                | Asia           |
| 38        | Xi'an                | 12 283 922  | Città sub-provinciale                 | 4 903            | 2 505               | Cina                | Asia           |
| 39        | Lahore               | 11 738 000  | City District                         | 1 770            | 6 279               | Pakistan            | Asia           |
| 40        | Chennai              | 11 564 000  | Corporazione Municipale               | 1 180            | 9 521               | India               | Asia           |
| 41        | Parigi               | 11 144 250  | Area urbana di Parigi                 | 3 844            | 2 899               | Francia             | Europa         |
| 42        | Wuhan                | 10 892 900  | Città sub-provinciale                 | 8 494            | 1 282               | Cina                | Asia           |
| 43        | Suzhou               | 10 721 700  | Città-prefettura                      | 8 657            | 1 239               | Cina                | Asia           |
| 44        | Lima                 | 10 683 240  | Municipalità metropolitana            | 2 720            | 2 848               | Perù                | America        |
| 45        | Harbin               | 10 635 971  | Città sub-provinciale                 | 7 086            | 1 501               | Cina                | Asia           |
| 46        | Nairobi              | 10 400 676  | Provincia                             | 3 200            | 3 250               | Kenya               | Africa         |
| 47        | Tsingtao             | 10 071 722  | Area metropolitana                    | 5 171            | 1 948               | Cina                | Asia           |
| 48        | Hyderabad            | 9 840 000   | Corporazione Municipale               | 7 257            | 1 354               | India               | Asia           |
| 49        | Surabaya             | 9 570 870   | Capoluogo di distretto speciale       | 6 310            | 1 516               | Indonesia           | Asia           |
| 50        | Nagoya               | 9 522 000   | Città designata                       | 7 072            | 1 346               | Giappone            | Asia           |
| 51        | Wenzhou              | 9 190 374   | Città-prefettura                      | 1 082            | 8 493               | Cina                | Asia           |
| 52        | Taipei               | 9 150 000   | Area metropolitana Taipei-Taoyuan     | 3 678            | 2 488               | Taiwan              | Asia           |
| 53        | Luanda               | 8 883 000   | Municipalità                          | 965              | 9 205               | Angola              | Africa         |
| 54        | Chicago              | 8 718 500   | Area urbana di Chicago                | 6 052            | 1 441               | Stati Uniti         | America        |
| 55        | Jinan                | 8 700 000   | Città sub-provinciale                 | 8 177            | 1 064               | Cina                | Asia           |
| 56        | Kuala Lumpur         | 8 639 000   | Klang Valley                          | 2 243            | 3 851               | Malaysia            | Asia           |
| 57        | Bandung              | 8 357 393   | Capoluogo di distretto speciale       | 3 484            | 2 399               | Indonesia           | Asia           |
| 58        | Dongguan             | 8 342 500   | Città-prefettura                      | 2 460            | 3 391               | Cina                | Asia           |
| 59        | Shenyang             | 8 294 000   | Città sub-provinciale                 | 4 222            | 1 964               | Cina                | Asia           |
| 60        | Baghdad              | 8 126 755   | Governatorato urbano                  | 1 130            | 4 064               | Iraq                | Asia           |
| 61        | Dallas               | 8 121 108   | Dallas-Fort Worth metroplex           | 4 524            | 1 795               | Stati Uniti         | America        |
| 62        | Pune                 | 7 948 000   | Corporazione Municipale               | 7 256            | 1 095               | India               | Asia           |
| 63        | Johannesburg         | 7 860 781   | Area metropolitana                    | 3 357            | 2 342               | Sudafrica           | Africa         |
| 64        | Busan                | 7 735 839   | Busan-Gyeongnam metro area            | 12 360           | 566                 | Corea del Sud       | Asia           |
| 65        | Nanchino             | 7 729 000   | Città sub-provinciale                 | 1 398            | 5 529               | Cina                | Asia           |
| 66        | Ahmedabad            | 7 717 000   | Corporazione Municipale               | 1 300            | 5 936               | India               | Asia           |
| 67        | Dar es Salaam        | 7 461 000   | Area urbana                           | 2 094            | 3 563               | Tanzania            | Africa         |
| 68        | Hong Kong            | 7 429 000   | Regione amministrativa speciale       | 1 090            | 6 434               | Hong Kong           | Asia           |
| 69        | Xiamen               | 7 284 148   | Città sub-provinciale                 | 4 560            | 1 597               | Cina                | Asia           |
| 70        | Foshan               | 7 236 000   | Città sub-provinciale                 | 3 797            | 1 906               | Cina                | Asia           |
| 71        | Santiago del Cile    | 7 112 808   | Comune                                | 4 030            | 1 765               | Cile                | America        |
| 72        | Toronto              | 6 985 000   | Area metropolitana                    | 7 124            | 980                 | Canada              | America        |
| 73        | Riad                 | 6 907 000   | Municipalità                          | 1 973            | 3 501               | Arabia Saudita      | Asia           |
| 74        | Surat                | 6 564 000   | Corporazione Municipale               | 4 255            | 1 542               | India               | Asia           |
| 75        | Yangon               | 6 497 000   | Città                                 | 599              | 6 828               | Birmania            | Asia           |
| 76        | Washington           | 6 304 975   | Area urbana                           | 3 644            | 1 730               | Stati Uniti         | America        |
| 77        | Qingdao              | 6 232 000   | Città sub-provinciale                 | 5 171            | 1 205               | Cina                | Asia           |
| 78        | Miami                | 6 140 000   | Area urbana di Miami                  | 3 222            | 1 905               | Stati Uniti         | America        |
| 79        | Filadelfia           | 6 096 120   | Delaware Valley                       | 5 131            | 1 188               | Stati Uniti         | America        |
| 80        | Dubai                | 6 036 000   | Area urbana                           | 1 994            | 3 027               | Emirati Arabi Uniti | Asia           |
| 81        | Khartum              | 6 017 000   | Città                                 | 1 384            | 4 347               | Sudan               | Africa         |
| 82        | Belo Horizonte       | 5 972 000   | Area metropolitana                    | 2 218            | 2 692               | Brasile             | America        |
| 83        | Singapore            | 5 792 000   | Nazione                               | 735              | 7 147               | Singapore           | Asia           |
| 84        | Madrid               | 5 770 600   | Area urbana di Madrid                 | 2 135            | 2 703               | Spagna              | Europa         |
| 85        | Ankara               | 5 747 325   | Municipalità metropolitana            | 2 520            | 1 551               | Turchia             | Asia           |
| 86        | Monterrey            | 5 650 000   | Municipio                             | 4 000            | 1 412               | Messico             | America        |
| 87        | Caracas              | 5 645 566   | Città capitale                        | 4 715            | 1 197               | Venezuela           | America        |
| 88        | Amman                | 5 600 000   | Municipalità capitale                 | 1 680            | 3 333               | Giordania           | Asia           |
| 89        | Fukuoka              | 5 551 000   | Area metropolitana                    | 5 741            | 967                 | Giappone            | Asia           |
| 90        | Guadalajara          | 5 437 000   | Municipio                             | 2 734            | 1 989               | Messico             | America        |
| 91        | San Pietroburgo      | 5 383 000   | Città federale                        | 1 440            | 3 670               | Russia              | Europa         |
| 92        | Abidjan              | 5 381 826   | Distretto                             | 2 120            | 1 728               | Costa d'Avorio      | Africa         |
| 93        | Sydney               | 5 361 466   | Area urbana                           | 4 197            | 1 277               | Australia           | Oceania        |
| 94        | Dalian               | 5 300 000   | Città sub-provinciale                 | 3 169            | 1 672               | Cina                | Asia           |
| 95        | Accra                | 5 138 000   | Città regione                         | 3 245            | 1 583               | Ghana               | Africa         |
| 96        | Berlino              | 5 103 788   | Area metropolitana                    | 2 851            | 1 790               | Germania            | Europa         |
| 97        | Atlanta              | 5 100 261   | Area urbana di Atlanta                | 2 557            | 1 997               | Stati Uniti         | America        |
| 98        | Barcellona           | 5 100 246   | Area metropolitana                    | 1 603            | 3 182               | Spagna              | Europa         |
| 99        | Melbourne            | 5 096 298   | Città                                 | 1 700            | 2 656               | Australia           | Oceania        |
| 100       | Alessandria d'Egitto | 5 086 000   | Governatorato urbano                  | 2 680            | 1 611               | Egitto              | Africa         |